# 休斯縣 (南達科他州)
休斯縣（英語：Hughes County）是美国南达科他州中部的一個郡，西界密苏里河，面積2,073平方公里。根據2020年美國人口普查，共有人口17,765人，縣治皮爾也是州的首府。該縣成立於1880年11月26日，縣名紀念達科他領地議員亞歷山大·休斯（Alexander Hughes）。

## 地理
根据美国人口调查局的数据休斯縣共有2073平方公里，其中1919平方公里是陆地面积，154平方公里是水域面积，占总面积的7.42%。

### 行政区划
休斯縣分两个镇和三个不划镇的地区。

### 主要高速公路
- 美国国道14
- 美国国道83
- 南達科他州公路34
- 南達科他州公路1804

### 邻近县
- 萨利县：北
- 海德县：东
- 莱曼县：南和东南
- 斯坦利县：南和西

## 人口
根据2000年的人口普查数据休斯縣有16,481名居民，分6,512个户，4,310个家庭。县内人口密度为每平方公里9人。县内88.91%的居民是白人、0.19%是非裔美国人、8.70%是美洲土著人、0.40%是亚裔美国人、0.02%是太平洋岛屿土著人、0.31%是其他人中，1.47%是混血儿。1.22%的居民是西班牙裔或拉丁美洲裔。
县内的6,512个户中有33.8%有18岁以下的未成年人、54.0%是结婚夫妇、8.9%是带孩子的单身妇女、33.8%不是家庭。29.8%的户由单身汉组成、10.3%的户内有65岁以上的老人。平均每户有2.41人，家庭的平均大小为3人。
县内的人口结构为27.8%在18岁以下、6.2%在18至24岁之间、28.6%在25至44岁之间、23.7%在45至64岁之间、13.7%在65岁以上。居民的平均年龄为38岁。女子对男子的性别比为100：92.6。成年人的性别比为100：88.7。